# Agostinho Ferreira Barrias
Agostinho Ferreira Barrias (Agarez, Vila Marim, Vila Real, 5 de Outubro de 1937 – 6 de Abril de 2023, Porto) foi um empresário português, que teve um papel de relevo no ramo da restauração na cidade do Porto, tendo sido o proprietário dos cafés Majestic e Guarany.

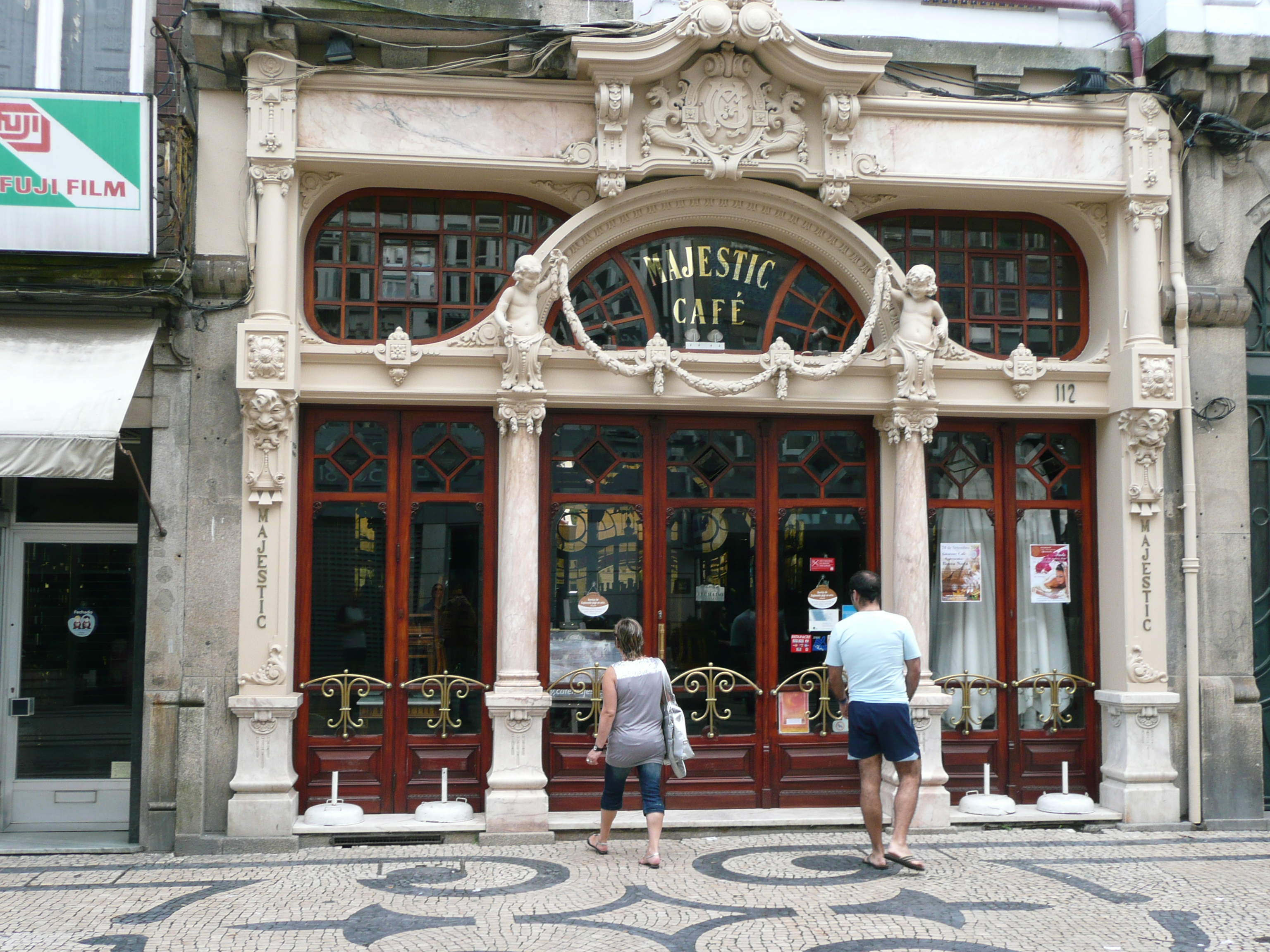
Fachada do Café Majestic, em 2008.

## Biografia
Nasceu na cidade de Vila Real, em 1938. Ficou órfão aos oito anos.
Viajou para o Brasil aos dezanove anos de idade, tendo iniciado a sua carreira como empresário de restauração naquele país. Continuou neste ramo após o seu regresso a Portugal, tendo adquirido um conjunto de importantes cafés na cidade do Porto. O primeiro foi o Ofir, na zona do Covelo, tendo depois comprado o Cenáculo, o Imperador e o Padrão. Na década de 1980 foi responsável pela aquisição de dois estabelecimentos de grande importância do ponto de vista histórico, primeiro o Guarany em 1982, e no ano seguinte o Majestic, que estavam prestes a encerrar e serem convertidos em agências bancárias. No caso do Majestic, já existia uma ligação familiar a este estabelecimento, como explicou Agostinho Barrias à TSF em 2022: «O meu pai nos anos 80 evitou que o Majestic desaparecesse, havia uma proposta para converter o café num Banco e ele como era um apaixonado por cafés históricos decidiu comprar o espaço e restaurou-o. Foi um regresso às origens». Com estas duas aquisições, principalmente o Majestic, destacou-se como um empresário de relevo na restauração portuense, tendo colocado a cidade nos roteiros internacionais. Ainda nos anos 80, o seu grupo também começou a investir na hotelaria, negócio que conheceu uma grande expansão nos últimos anos de vida de Agostinho Ferreira Barrias.
Era também membro Confraria do Covilhete de Vila Real.
Faleceu em 6 de Abril de 2023, aos 85 anos de idade. A exploração do seu grupo passou para os descendentes, dois filhos, Fernando e Filipe e uma filha, Vera. Aquando da sua morte, várias personalidades importantes do Porto emitiram notas de pesar, incluindo o vereador Tiago Barbosa Ribeiro, que o classificou como um «empresário de exceção, homem discreto e humilde, [...] com forte consciência cívica, social e solidária, próximo dos seus trabalhadores e de uma economia ao serviço das pessoas e da comunidade», e que foi devido «à sua visão e investimento que devemos, para além de cafés históricos como o Majestic, o Guarany ou o Eça, o Hotel Aliados e outros espaços de referência do Porto». Agostinho Barrias também foi recordado pelo ministro da Saúde, Manuel Pizarro, como «um homem de trabalho, rigoroso mas afável. Percebeu muito cedo o valor do património e conseguiu evitar a destruição do Majestic para o transformar numa agência bancária, décadas antes da proliferação de turismo que hoje o Porto vive». A Associação da Hotelaria, Restauração e Similares de Portugal também lamentou a sua morte, afirmando que «fica para a história como empreendedor e regenerador de marcas importantes na cidade do Porto».